# Valkenburg Hills Classic
La Valkenburg Hills Classic era una corsa in linea di ciclismo su strada femminile svoltasi dal 2004 al 2016 con cadenza annuale in Limburgo, nei Paesi Bassi.
Organizzata dalla Fondation Holland Ladies Tour, società che gestisce anche l'Holland Ladies Tour, era inserita nel programma del Calendario internazionale femminile UCI come prova di classe 1.1. Fino al 2011 fu nota come Holland Hills Classic.
L'arrivo era situato a Valkenburg aan de Geul, sulla sommità del Geulhemmerberg.

## Albo d'oro
Aggiornato all'edizione 2016.
| Anno                     | Vincitrice            | Seconda               | Terza                 |
| Holland Hills Classic    | Holland Hills Classic | Holland Hills Classic | Holland Hills Classic |
| ------------------------ | --------------------- | --------------------- | --------------------- |
| 2004                     | Mirjam Melchers       | Leontien van Moorsel  | Arenda Grimberg       |
| 2005                     | Anita Valen De Vries  | Trixi Worrack         | Arenda Grimberg       |
| 2006                     | Theresa Senff         | Marianne Vos          | Suzanne de Goede      |
| 2007                     | Marianne Vos          | Susanne Ljungskog     | Andrea Graus          |
| 2008                     | Larissa Kleinmann     | Elisabeth Braam       | Vera Koedooder        |
| 2009                     | Marianne Vos          | Petra Dijkman         | Emma Johansson        |
| 2010                     | Grace Verbeke         | Chantal Blaak         | Iris Slappendel       |
| 2011                     | Marianne Vos          | Marieke van Wanroij   | Jessie Daams          |
| Valkenburg Hills Classic |                       |                       |                       |
| 2012                     | Annemiek van Vleuten  | Marianne Vos          | Sharon Laws           |
| 2013                     | Ashleigh Moolman      | Annemiek van Vleuten  | Elizabeth Armitstead  |
| 2014                     | Emma Johansson        | Ellen van Dijk        | Amy Pieters           |
| 2015                     | Elizabeth Armitstead  | Emma Johansson        | Katarzyna Niewiadoma  |
| 2016                     | Elizabeth Armitstead  | Annemiek van Vleuten  | Ashleigh Moolman      |